# Somewhere in England
Somewhere in England är ett musikalbum från 1981 av George Harrison.
Albumet spelades in sporadiskt 1979-1980 och gavs till skivbolaget på hösten 1980, men godkändes inte för publicering då sångerna "Flying Hour", "Lay His Head", "Sat Singing" och "Tears of the World" inte ansågs hålla måttet. Harrison blev beordrad att göra nytt material och ta fram en ny omslagsbild. Harrison spelade in fyra nya låtar, "Blood From a Clone", "All Those Years Ago", "Teardrops" och "That Which I Have Lost". Det nya albumet blev färdigt februari 1981 och godkändes av skivbolaget, som publicerade albumet i juni 1981. År 2004 utgavs en remasterad utgåva med ett bonusspår och den ursprungliga omslagsbilden.
Harrison skrev ursprungligen "All Those Years Ago" åt Ringo Starr, men efter mordet på John Lennon i december 1980 skrevs den om till en hyllning till honom. På inspelningen spelar Starr trummor medan Paul McCartney, Linda McCartney och Wings-medlemmen Denny Laine medverkar på bakgrundssång. Som förstasingel från albumet blev den 2:a på singellistan i USA och nådde 13:e plats i Storbritannien.

## Låtlista
Alla låtar är skrivna av George Harrison om inget annat anges.
1. "Blood from a Clone" – 4:03
2. "Unconsciousness Rules" – 3:05
3. "Life Itself" – 4:25
4. "All Those Years Ago" – 3:45
5. "Baltimore Oriole" (Hoagy Carmichael) – 3:57
6. "Teardrops" – 4:07
7. "That Which I Have Lost" – 3:47
8. "Writing's on the Wall" – 3:59
9. "Hong Kong Blues" (Hoagy Carmichael) – 2:55
10. "Save the World" – 4:54
11. "Save the World" (akustisk demo-version) – 4:31 (bonusspår på den remasterade utgåvan 2004)

## Ursprunglig (nekad) låtlista
Alla låtar skrivna av George Harrison om inget annat anges.
1. "Hong Kong Blues" (Hoagy Carmichael) - 2:53
2. "Writings on the Wall" - 3:58
3. "Flying Hour" (George Harrison/Mick Ralphs) - 4:04
4. "Lay His Head" - 3:43
5. "Unconsciousness Rules" – 3:36
6. "Sat Singing" - 4:28
7. "Life Itself" - 4:24
8. "Tears of the World" - 4:00
  - Utgiven som bonusspår år 2004 på den remasterade utgåvan av Thirty Three & 1/3
9. "Baltimore Oriole" (Hoagy Carmichael) - 3:57
10. "Save the World" - 4:56